# Sheri Moon Zombie
Sheri Lyn Skurkis (São José, Califórnia, 26 de Setembro de 1970) é uma atriz e designer de moda estadunidense. Seu nome artístico é Sheri Moon. O nome Sheri Moon Zombie refere-se ao casamento com o músico e diretor de filmes Rob Zombie.

## Filmografia
- House of 1000 Corpses (2003) - Baby Firefly
- Toolbox Murders (2004) - Daisy Rain
- The Devil's Rejects (2005) - Baby Firefly
- Grindhouse (2007) - Eva Krupp (no trailer falso "Werewolf Women of the SS")
- Halloween (2007) - Deborah Myers
- The Haunted World of El Superbeasto (2008) - Suzi-X
- Halloween II (2009) (2009) - Deborah Myers
- The Lords of Salem (2012) - Heidi Hawthorne
- 31 (2016) - Charly
- 3 From Hell (2019) - Baby Firefly